# Mark Jones (1889-1965)
Pour les articles homonymes, voir Jones et Mark Jones.
Mark Jones (né le 9 décembre 1889 à Los Angeles, et mort le 14 avril 1965 à Los Angeles, en Californie) est un acteur américain.

## Filmographie partielle
- 1919 : Amour et Poésie (Bumping into Broadway) de Hal Roach
- 1920 : Le Manoir hanté (Haunted Spooks) d'Alfred J. Goulding et Hal Roach
- 1920 : Pour le cœur de Jenny (An Eastern Westerner) de Hal Roach
- 1920 : Ma fille est somnambule (High and Dizzy) de Hal Roach
- 1921 : Voyage au paradis (Never Weaken) de Fred C. Newmeyer et Sam Taylor
- 1922 : Le Talisman de Grand-mère (Grandma's Boy) de Fred C. Newmeyer
- 1923 : Faut pas s'en faire (Why Worry?) de Fred C. Newmeyer et Sam Taylor